# Байдалин
Байдалин — деревня в Таврическом районе Омской области. Входит в состав Пристанского сельского поселения.

## История
Бывший аул Байтуяк в царские времена . В 1928 году аул Байдалин состоял из 56 хозяйств, основное население — казахи. В составе 4-го аульного сельсовета Уральского района Омского округа Сибирского края.

## Население
| 1926 | 2010 |
| ---- | ---- |
| 254  | ↗303 |